# Сантьягу-де-Риба-Ул
Сантьягу-де-Риба-Ул (порт. Santiago de Riba-Ul)  —  район (фрегезия) в Португалии,  входит в округ Авейру. Является составной частью муниципалитета  Оливейра-де-Аземейш. Находится в составе крупной городской агломерации Большое Авейру. По старому административному делению входил в провинцию Бейра-Литорал. Входит в экономико-статистический  субрегион Энтре-Доуру-и-Воуга, который входит в Северный регион. Население составляет 4127 человек. Занимает площадь 5,15 км².
Покровителем района считается Иаков Зеведеев (порт. São Tiago). 